# Gerd Martienzen

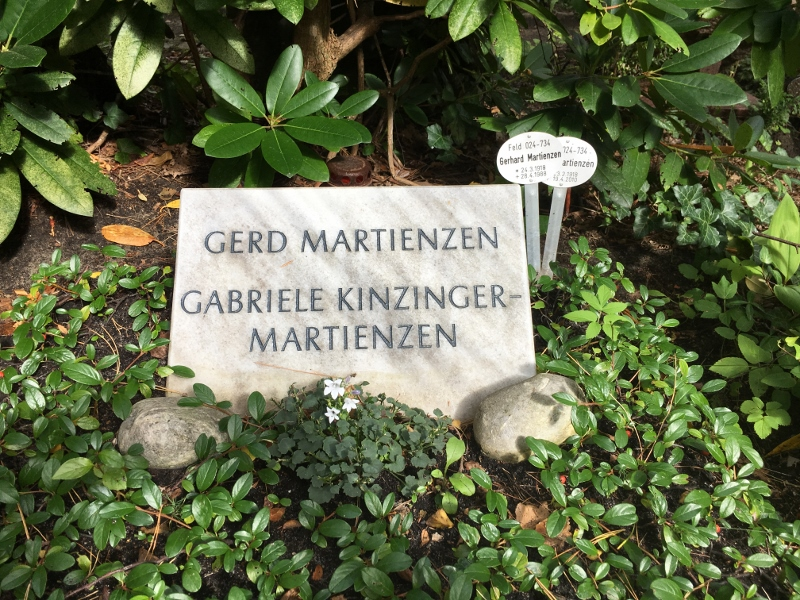
Grabstätte von Gerd Martienzen auf dem Waldfriedhof Zehlendorf

Gerd Martienzen (* 24. März 1918 in Ostende; † 28. April 1988 in Grafrath; eigentlich Gerhard Martienzen) war ein belgisch-deutscher Schauspieler und Synchronsprecher. Bekannt ist er vor allem als Synchronsprecher der Filme von Louis de Funès.

## Biografie
Gerd Martienzen war der Sohn eines deutschen Vaters und einer belgischen Mutter. Im Alter von drei Jahren kam Martienzen, der bis dahin nur Französisch gesprochen hatte, nach Berlin, die Heimat seines Vaters. Dort besuchte er die Schauspielschule des Preußischen Staatstheaters und trat nach dem Krieg am Hebbel-Theater und an der Freien Volksbühne auf.
In den 1950er Jahren spielte er Nebenrollen in mehreren Filmen, wo er auf Grund seiner Sprachkenntnisse meist als Franzose besetzt wurde, so auch in Es kommt ein Tag (1950) mit Dieter Borsche und Maria Schell.
Zur gleichen Zeit begann er auch als Synchronsprecher zu arbeiten. Seine sehr markante und äußerst dynamische Stimme lieh er unter anderen mehrmals Frank Sinatra (z. B. in Überfall auf die Queen Mary), Sammy Davis Jr. (z. B. in Frankie und seine Spießgesellen), Groucho Marx (z. B. in Die Marx Brothers im Krieg) und sehr häufig Louis de Funès. Insgesamt hat Gerd Martienzen rund 400 Film- sowie unzählige Serienrollen synchronisiert, darunter Don Adams als tollpatschigen Geheimagent Maxwell Smart (Mini-Max), Ken Curtis als Fallschirmspringer Jim Buckley in der sehr beliebten Abenteuerserie Sprung aus den Wolken, Stephen Strimpell als Superman-Verschnitt Stanley Beamish in der Serie Immer wenn er Pillen nahm und Fred Astaire in Ihr Auftritt, Al Mundy. Auch Klaus Kinski synchronisierte er sehr oft, häufig sogar in deutschen Produktionen. Ferner war er die deutsche Stimme der berühmten Zeichentrickfigur Mister Magoo.
Außerdem war er an zahlreichen Hörspielproduktionen beteiligt, und zwar 160-mal als Sprecher und fünfmal als Regisseur bei den öffentlich-rechtlichen Sendern; außerdem sprach er zwanzig Kinderhörspiele für den Hörbuchverlag Europa ein (Stand: September 2022).
Seine Erblindung führte dazu, dass sich Gerd Martienzen 1977 von seinem Beruf zurückzog. Seine Grabstätte befindet sich auf dem Waldfriedhof Zehlendorf. Seine Kinder Wolf und Marion (auch bekannt als Marion Marlon) wurden ebenfalls Schauspieler und Synchronsprecher.

## Filmografie (Auswahl)
- 1950: Meine Nichte Susanne
- 1950: Es kommt ein Tag
- 1955: Urlaub auf Ehrenwort
- 1956: Spion für Deutschland
- 1957: Der Fuchs von Paris
- 1958: Heimweh, Stacheldraht und gute Kameraden
- 1959: Kriegsgericht
- 1959: Menschen im Hotel
- 1959: Abschied von den Wolken
- 1961: Eins, zwei, drei (One, Two, Three)
- 1963: Durchbruch Lok 234
- 1966: Ein Schritt vom Wege (Förster Horn, TV-Serie)

## Synchronrollen (Auswahl)
Groucho Marx
- 1933: Die Marx Brothers im Krieg als Rufus T. Firefly
- 1941: Die Marx Brothers im Kaufhaus als Wolf J. Flywheel

Louis de Funès
- 1954: Die Knallschote als Michel Leboeuf
- 1964: Fantomas als Kommissar Juve
- 1967: Die große Sause als Stanislas LeFort
- 1967: Fantomas bedroht die Welt als Kommissar Juve
- 1970: Alles tanzt nach meiner Pfeife als Balduin
- 1976: Brust oder Keule als Charles Duchemin

### Filme
- 1968: Für Klaus Kinski in Leichen pflastern seinen Weg als Loco
- 1974: Für Charles Aznavour in Ein Unbekannter rechnet ab als Michel Raven
- 1976: Für Garry Goodrow in Mr. Universum als Moe

### Fernsehserien
- 1969: Für James Hong in Hawaii Fünf-Null  als Tot Kee

## Hörspiele (Auswahl)

### Als Sprecher
- 1949: Roger Ferdinand: Drei Jungen, ein Mädchen – Regie: Karlheinz Schilling (Radio Frankfurt)
- 1950: Alexander Puschkin: Pique-Dame (Paul Tomskij) – Regie: Heinz Günther Stamm (BR)
- 1954: Herman Wouk: Die Caine war ihr Schicksal (Fähndrich Keith) – Regie: Gert Westphal (RIAS Berlin / SWF)
- 1956: Evelyn Waugh: Wiedersehen mit Brideshead (Captain Charles Ryder) – Regie: Hans Rosenhauer (HR/RB)
- 1961: Wolfgang Weyrauch: Totentanz (Leutnant) – Regie: Martin Walser (BR/NDR)
- 1961: Christian Bock: Das sonderbare Telefon (Classen) – Regie: Gustav Burmester (NDR)
- 1968: Sándor Ferenczy: Die Gentlemen bitten zur Kasse (Twinkey) – Regie: Sándor Ferenczy (SWF) (als Hörbuch auf CD bei music-e-motion, 2013)
- 1973: Michael Koser: Verfahren – Ein Denk-Spiel über Autos (Demonstrant) – Redaktion: Ulrich Gerhardt (RIAS Berlin)
- 1973: Klaus Wirbitzky: Goldfische (Gustav) – Regie: Klaus Wirbitzky (SFB / HR)
- 1974: Volker W. Degener: Knautschzone – Regie: Klaus Wirbitzky (WDR)

### Als Regisseur
- 1959: Jonny Liesegang: Verlobung bei Familie Nuschenpickel, mit Günter Schwerkolt, Edith Schollwer, Edith Hancke, Jo Herbst, Agnes Windeck, Willi Rose, Gerd Duwner (Mundarthörspiel – Saarländischer Rundfunk)
- 1959: Jürgen Gütt: Wählen Sie 74641! Aus den Akten der Kölner Kriminal-Polizei (Folge 1–4)